# Провулок Академіка Слуцького (Житомир)
Провулок Академіка Слуцького — провулок в Корольовському районі Житомира. Названа на честь вченого, академіка АН України Євгена Слуцького, який жив та навчався в Житомирі.

## Розташування
Провулок розташований в привокзальній частині міста, в історичному районі Путятинка. Г-подібний на плані. Бере початок з Гоголівської вулиці. Прямує на південний схід, затим повертає на 90 градусів у північно-східному напрямку. Має перехрестя з вулицями Академіка Векслера, Івана Сльоти та провулком 3-м Гоголівським. Завершується глухим кутом всередині кварталу, утвореного вулицями Івана Сльоти, Вокзальною, Бориса Тена й Гоголівською. 

## Історія
Провулок та його садибна забудова сформувалися у 1950-х роках на вільних від забудови землях лівого берега річки Путятинки. Провулок складався з двох частин — 1-го та 2-го Радянських провулків, що отримали назви в 1958 році. Назва провулків походила від Радянської вулиці, до якої сходилися дані провулки (нині вулиця Академіка Векслера). 
У 1995 році провулки 1-й та 2-й Радянський об'єднані в один провулок, якому надано чинну назву.